# Топлинен поток
Под топлинен поток {\displaystyle {\dot {Q}}} се разбира топлината Q, предадена през дефинирана повърхност за единица време t. 
{\displaystyle {\dot {Q}}={\frac {\delta Q}{\delta t}}}
Единицата за топлинен поток в SI е ват (W):
{\displaystyle \mathrm {W} ={\frac {\mathrm {J} }{\mathrm {s} }}={\frac {\mathrm {kg} \,\mathrm {m} ^{2}}{\mathrm {s} ^{3}}}}.
Топлината се предава (спонтанно) от тяло с по-висока температура към тяло с по-ниска температура чрез един или няколко от следните механизми:
- топлопроводност,
- конвекция,
- топлинно излъчване.

Обратният случай, предаване на топлина от тяло с по-ниска температура към тяло с по-висока, е възможен само ако се извърши допълнително работа, вж. топлинна помпа и хладилник.
Топлинният поток {\displaystyle {\dot {Q}}} не може да се измери директно, а се изчислява с помощта на температурите на телата. В зависимост от механизма на пренос се използват различни изчислителни формули за {\displaystyle {\dot {Q}}} (виж съответните статии). Той е от значение при оразмеряването на топлообменници, определяне на топлинни загуби и др.
Топлинният поток, разделен на топлообменната повърхност, се нарича специфичен топлинен поток (или плътност на топлинния поток) {\displaystyle {\dot {q}}}, той има измерение W/m2.